# Horodok (Lviv oblast)
 Ikke at forveksle med byen Horodok i Khmelnytskyj oblast.
Horodok (ukrainsk: Городо́к, polsk: Gródek) er en by i Lviv rajon, Lviv oblast (region) i Ukraine. Den er hjemsted for administrationen af Horodok urban hromada, en af hromadaerne i Ukraine. I 2021 havde byen 16.158 indbyggere.

## Galleri
- Jordvolde fra fæstningsanlæg fra Fyrstendømmet Galicien, 15.–18. århundreder.
- Det hellige Transfigurationskloster, 15.- 20. århundreder
- Trækirke af Sankt Johannes Døberen, bygget i 1755[4]
- Bebudelseskirken, bygget i 1633
- Helligåndskirken
- Kirke af Sankt Nikolaus, bygget i 1510
- Et mindesmærke for ofrene for politisk undertrykkelse og for ophøjelsen af Hellig Kors-kirken.
- St. Volodymyr & Olgakirken i Horodok